# Medicina ortomolecular
La medicina ortomolecular es una medicina alternativa considerada como pseudoterapia orientada a mantener la salud humana a través de la suplementación nutricional. El concepto se basa en la idea de un medio bioquímico óptimo en el cuerpo y sugiere que las enfermedades reflejan sus deficiencias. El tratamiento de las enfermedades, según ella, involucra intentos para corregir "desequilibrios o deficiencias basadas en la bioquímica individual" a través de sustancias "naturales" como vitaminas, minerales, aminoácidos, elementos traza y ácidos grasos. Las nociones detrás de la medicina ortomolecular no están apoyadas por evidencia médica sólida y la terapia no está demostrada que sea efectiva; incluso ha sido cuestionada desde los años 1970 la rigurosidad de utilizar el término ortomolecular para adjetivar una forma de medicina.
El consenso médico y científico sostiene que las amplias afirmaciones de eficacia propuestas por los defensores de la medicina ortomolecular no están adecuadamente probadas como las terapias farmacológicas. Se ha descrito como una forma de moda alimentaria y quackery. Mientras que los practicantes apuntan a fuentes convencionales que han publicado investigaciones apoyando los beneficios de la suplementación nutricional e instancias en que la medicina usa vitaminas como tratamiento para algunas enfermedades.
Algunas vitaminas en grandes dosis se han asociado a un riesgo aumentado de enfermedad cardiovascular, de cáncer y muerte. El consenso científico es que para los individuos normales, una dieta equilibrada contiene todas las vitaminas, minerales y la suplementación rutinaria no necesariamente está libre del diagnóstico de deficiencias específicas.

## Historia y desarrollo
A principios del siglo XX algunos investigadores formularon hipótesis en las que se apuntaban que las vitaminas podían curar enfermedades;  a partir del año 1930, los suplementos vitamínicos comenzaron a ser prescritos masivamente. Sus efectos en la salud fueron decepcionantes y, entre los años 1950 y 1960, la nutrición fue desacentuada en los currículos estándares de medicina. La organización de Riordon cita figuras de este periodo como fundamentos de su movimiento, aunque la palabra “ortomolecular” fue inventada por Linus Pauling en 1967.
Entre los individuos descritos como “ortomolecularistas” se encuentran Max Gerson, quien desarrolló una dieta que según él, podía curar enfermedades, que fue descrita como inefectiva por la asociación médica americana en el consejo de farmacia y química de 1949. Los hermanos Shute también intentaron tratar enfermedades cardiovasculares con vitamina E. Muchos conceptos citados ahora por los ortomolecularistas, incluyendo la variación bioquímica de cada individuo y los errores congénito del metabolismo, debutaron en trabajos científicos durante el siglo XX.
En 1948, William McCormick expuso la teoría de que la vitamina C tenía un papel muy importante en muchas enfermedades y comenzó a usarlo con sus pacientes en grandes dosis. En 1950, Fred R. Klenner también usó la vitamina C en dosis masivas para intentar curar una gran variedad de enfermedades, incluyendo la polio. Irwin Stone estableció que los organismos que no sintetizan su propia vitamina C, debido a una mutación de pérdida de función, tienen la enfermedad conocida como “hypoascorbemia”.
A finales de 1960, Linus Pauling introdujo la expresión “ortomolecular” para expresar la idea de “las moléculas correctas, en la cantidad correcta”. A partir de las primeras reivindicaciones de los avances médicos de Pauling y otros con la vitamina C, los descubrimientos sobre los efectos en la salud de la vitamina C han sido polémicos y contradictorios. Las reivindicaciones de Pauling han sido criticadas como excesivas. En investigaciones posteriores se incluyeron nutrientes además de la niacina y vitamina C, incluyendo los ácidos grasos esenciales.

## Psiquiatría ortomolecular
Adam Hoffer sostuvo que las enfermedades psiquiátricas son consecuencia de deficiencias bioquímicas, alergias y toxicidades. Hoffer creía que algunos nutrientes particulares  podían curar enfermedades mentales. Hacia 1950, intentó tratar la esquizofrenia con niacina. [cita requerida]

## Recepción médica y científica

### Metodología
Las terapias ortomoleculares han sido criticadas de tener  insuficiente evidencia para su uso clínico: sus fundamentos científicos son muy débiles, los estudios realizados escasos y muy abiertos a interpretación y los resultados favorables de estudios de observación son contradictorios respecto a otros estudios con ensayos clínicos más rigurosos. Por consiguiente “no hay evidencia de que la medicina ortomolecular sea efectiva”. Los que están a favor, rebaten estos argumentos mediante la cita de estudios que demuestran la efectividad de los tratamientos que involucran vitaminas, aunque esto ignore la creencia de que una dieta normal aporta los nutrientes necesarios para evitar deficiencias y que los tratamientos ortomoleculares, no están actualmente relacionados con la deficiencia de vitaminas. La falta de estudios científicos rigurosos acerca de la medicina ortomolecular lleva a que esta sea clasificada junto con otras formas de medicina alternativa y considerada como no científica. Ha sido descrita como una dieta de moda y quackery, con críticas que establecen que está basada en creencias exageradas acerca de los efectos de la nutrición en relación con la salud y las enfermedades. Los practicantes de la medicina ortomolecular a menudo utilizan métodos dudosos para definir qué sustancias son las “correctas”, por ejemplo el análisis de cabello, el cual lleva a falsos resultados cuando se usa en esta moda.
Los defensores de la medicina ortomolecular, afirman que, al igual que en otras formas de medicina alternativa como la homeopatía, sus ideales por lo menos están basados en evidencias biológicas y no en pensamiento mágico, y son capaces de generar hipótesis testables. Ortomolecular, no es un término médico estándar y el uso clínico de nutrientes específicos está considerado como una forma de quimioprevención (como forma de prevenir o retrasar el desarrollo de una enfermedad) o de quimioterapia (para tratar y extinguir).
A pesar de la ausencia de evidencia de su eficacia, el interés por terapias de altas dosis de vitamina C no se ha extinguido del todo y algunos grupos de investigación continúan estudiando si tiene algún efecto como posible terapia contra el cáncer.

## Críticas
Numerosos científicos y organizaciones de consumidores advierten de que es una terapia nada aconsejable.
La comunidad científica la considera como peligrosa debido a las grandes cantidades de vitaminas y minerales, además de otras sustancias, que la medicina ortomolecular administra a sus pacientes. Ya que puede causar hipervitaminosis u otras patologías. Además, es ineficaz.
En 2012, el grupo de revisión, estudio y posicionamiento de los dietistas y nutricionistas españoles calificó a la nutrición ortomolecular como peligrosa por recomendar dosis extremadamente altas de muchos nutrientes lo que, teniendo en cuenta la evidencia científica existente, puede poner en riesgo la salud provocando patologías como las hipervitaminosis. También indica además que no existe ninguna evidencia sobre su eficacia. Lo mismo declaran muchas otras organizaciones internacionales, como la EFSA, la IOM, el comité de nutrición de la academia americana de pediatría o la sociedad americana de oncología. El Ministerio de Sanidad español, la cataloga dentro de las llamadas terapias naturales. La equipara a otras pseudociencias, como la orinoterapia o la abrazoterapia y la diferencia de la terapéutica nutricional que si está avalada por la ciencia y es ampliamente utilizada dentro de la medicina.
Los investigadores ortomoleculares exponen que solo existen 27 casos probados de muerte debido al exceso de vitaminas en 10 años, pero eso no implica que el exceso de vitaminas no pueda ser perjudicial para la salud, ya que puede ser causa de hipercalcemia, cefaleas y náuseas. En 2017, un caso de muerte presuntamente provocada por esta práctica se examinará en el sistema judicial español.
Según un estudio, la terapia de megavitaminas era la novena terapia de CAM más generalizada (2.8%) en los Estados Unidos durante 2002. En conformidad con estudios anteriores, este mismo estudio encontró que la mayoría de los individuos (54.9%) utilizaban terapias de CAM conjuntamente con la medicina convencional (página 6):

El hecho de que solamente el 11.8% de adultos buscaran los cuidados de un médico alternativo licenciado o certificado sugiere que la mayoría de los individuos que utilizan terapias alternativas se autorrecetan o automedican.